# Ć
La lettera Ć, minuscolo ć, viene utilizzata in alcune lingue slave (bosniaco, croato, polacco, serbo, macedone, montenegrino) per indicare il suono [ʨ] (consonante sorda alveolo-palatale affricata).  È formata dalla composizione di un accento acuto con la lettera C dell'alfabeto latino. È posta in quinta posizione nell'alfabeto di queste lingue.
In cirillico viene scritta Ћ (alfabeto serbo), Ќ (alfabeto macedone), o con una combinazione di lettere che include un segno debole (ad esempio Tь o Kь in russo).